# 푸가스
푸가스(프랑스어: Fougasse)는 프랑스 프로방스 지방의 빵이다. 이 용어는 프로방스 지방 빵의 총칭이기도 하다. 프로방스 외에도 많은 지방에서 푸가스를 찾을 수 있다.

## 역사
고대 로마에서는 파니스 포카치우스(panis focacius)라고 불리는 납작빵이 있었다. 시간이 지나면서 파니스 포카치우스는 이탈리아의 포카치아, 카탈로니아의 포가사 등 여러 갈래로 나뉘었다. 이 과정에서 프로방스 지역에 생긴 빵이 푸가스의 시초이다. 한때 푸가스가 오븐 내의 온도를 재기 위해 쓰이기도 하였다. 푸가스가 구워지거나 타는 정도에 따라 온도를 잰 것으로 추측된다. 푸가스는 모나코 지방에서 페이스트리로서 사랑받기도 하였다.

## 같이 보기
- 프로방스
- 프랑스 요리
- 포카치아